# Hernán Muñoz
Hernán Guillermo Muñoz Espinoza (Talca, Chile, 9 de agosto de 1988) es un futbolista chileno. Juega como Portero en Curicó Unido de la Primera B De Chile.

## Clubes
| Club                 | País  | Año       |
| -------------------- | ----- | --------- |
| Municipal Mejillones | Chile | 2011-2012 |
| San Marcos de Arica  | Chile | 2012      |
| Deportes Linares     | Chile | 2013      |
| San Marcos de Arica  | Chile | 2013-2014 |
| Santiago Morning     | Chile | 2014-2018 |
| Deportes Copiapó     | Chile | 2019-2021 |
| Ñublense             | Chile | 2021-2023 |
| Santiago Morning     | Chile | 2024      |
| Curicó Unido         | Chile | 2025-Act. |

## Palmarés

### Campeonatos nacionales
| Título    | Equipo              | País  | Año     |
| --------- | ------------------- | ----- | ------- |
| Primera B | San Marcos de Arica | Chile | 2013-14 |